# Sankt Englmar
Sankt Englmar je obec v okrese Straubing-Bogen v Dolním Bavorsku, které je jedním ze sedmi vládních obvodů Svobodného státu Bavorska v Německu. Obec se nachází v regionu Donau-Wald v Bavorském lese. Dne 1. června 1959 byl změněn oficiální název obce z Englmar na Sankt Englmar.

## Turismus
Místní státem schválené klimatické lázně jsou vyhlášeným areálem zimních sportů. V 70. letech 20. století se obec stala střediskem zimních sportů.
V listopadu 1973 byl v nadmořské výšce přes 900 m na ploše 52 000 m² otevřen rekreační park se 440 apartmány a 1 150 lůžky, četnými hotely, obchodními pasážemi a sportovními zařízeními, které místní dali parku název „Schachterldorf“. V roce 1980 měla obec kapacitu 3 123 lůžek a evidovala 486 949 přenocování.
V roce 1998 zde byl otevřen zábavní park. Je zde 370 metrů dlouhá cesta korunami stromů a areál zimních sportů s 13 vleky a 12 km sjezdovek (částečně zasněžovaných a osvětlených), sáňkařskou lanovkou a dvěma sáňkařskými svahy, 105 km běžkařských tratí a 50 km upravovaných zimních turistických tras.